# Língua basquir
O basquir, bashkir ou baquir (башҡорт теле, transl. bašqort tele) é um idioma túrquico do ramo quipechaco, falado por pouco menos de um milhão de falantes, localizados em sua maioria na república russa do Bascortostão (Basquíria), onde formam uma importante minoria. Números pouco significantes de falantes do idioma também vivem no Tartaristão, na Udmúrtia, e nos oblasts de Cheliabinsk, Oremburgo, Sverdlovsk e Curgã; grupos minoritários significantes também são encontrados no Cazaquistão, Uzbequistão, Tajiquistão e Turcomenistão.

## História
Após a invasão dos mongóis, o quipchaque se tornou mais comum, pelo fato de ser a língua mais falada pela maioria das tribos da Horda Dourada.
O idioma basquir moderno, como o seu semelhante, o tártaro, tem suas raízes no grupo quipchaque. Hoje em dia o idioma se dividiu em diversos dialetos, todos muito semelhantes ao tártaro - que era usado no passado, pelos basquires, como língua escrita, até ser substituído pelo chagatai no século XV (ainda que alguns estudiosos afirmem que na realidade ela foi substituída por uma variante tártara do chagatai), em uso até 1923.

## Alfabetos
Tanto o tártaro quanto o chagatai eram escritos numa variante do alfabeto árabe. Em 1923, um sistema de escrita foi criado especificamente para o basquir. Ao mesmo tempo, um idioma literário foi criado para a língua, afastando-a das influências tártaras, tidas como "burguesas". No início, o sistema de escrita baseava-se no alfabeto árabe, porém em 1930 foi substituído por uma versão do alfabeto latino - que, por sua vez, foi substituída pelo alfabeto cirílico no inverno de 1938.
O alfabeto utilizado hoje em dia ainda é este último, com a adição das seguintes letras:Ә ә [æ], Ө ө [œ], Ү ү [y], Ғ ғ [ɣ], Ҡ ҡ [q], Ң ң [ŋ], Ҙ ҙ [ð], Ҫ ҫ [θ], Һ һ [h].
| Аа (а)       | [a] | Бб (бэ)                | [b]       | Вв (вэ)              | [v]  |
| Гг (гэ)      | [g] | Ғғ (ғы)                | [ɣ]       | Дд (дэ)              | [d]  |
| Ҙҙ (ҙэ)      | [ð] | Ее (йе)                | [e], [je] | Ёё (йо)              | [jo] |
| Жж (жэ)      | [ʒ] | Зз (зэ)                | [z]       | Ии (и)               | [i]  |
| Йй (ҡыҫҡа и) | [j] | Кк (ка)                | [k]       | Ҡҡ (ҡы)              | [q]  |
| Лл (эль)     | [l] | Мм (эм)                | [m]       | Нн (эн)              | [n]  |
| Ңң (эң)      | [ŋ] | Оо (о)                 | [o]       | Өө (ө)               | [ø]  |
| Пп (пэ)      | [p] | Рр (эр)                | [r]       | Сс (эс)              | [s]  |
| Ҫҫ (ҫэ)      | [θ] | Тт (тэ)                | [t]       | Уу (у)               | [u]  |
| Үү (ү)       | [y] | Фф (эф)                | [f]       | Хх (ха)              | [x]  |
| Һһ (һа)      | [h] | Цц (цэ)                | [ʦ]       | Чч (чэ)              | [ʧ]  |
| Шш (ша)      | [ʃ] | Щщ (ща)                | [ɕ]       | Ъъ (ҡатылыҡ билдәһе) | [ʔ]  |
| Ыы (ы)       | [ɯ] | Ьь (йомшаҡлыҡ билдәһе) | [◌ʲ]      | Ээ (э)               | [e]  |
| Әә (ә)       | [æ] | Юю (йу)                | [ju]      | Яя (йа)              | [ja] |